# Toilettes
Pour les articles homonymes, voir Toilette.
« Gogues » redirige ici. Pour les articles homophones, voir Gogue et Gog.

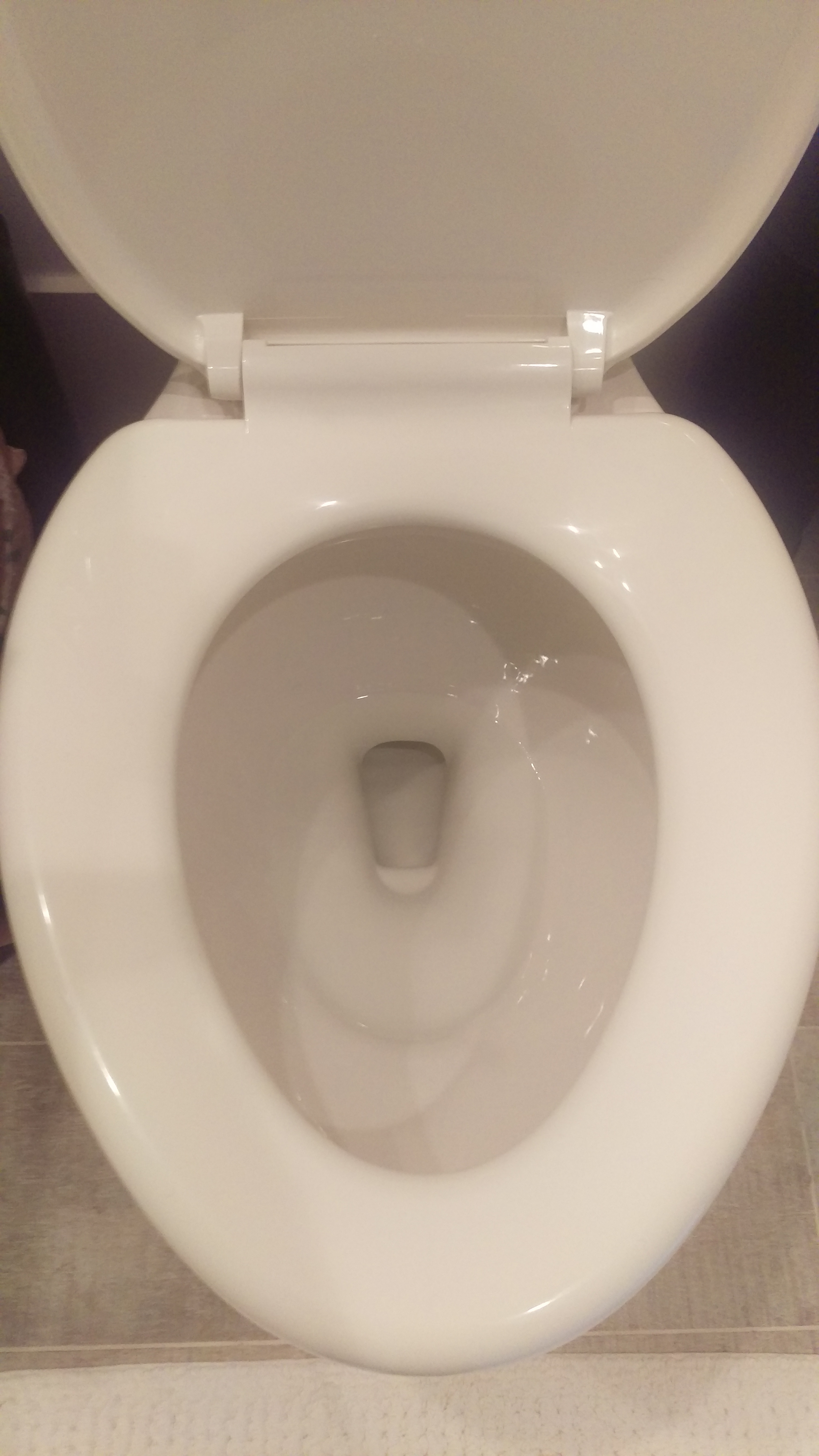
Une toilette contemporaine, avec rinçage intégré, par chasse d'eau.

Les toilettes (nom féminin), aussi appelé cabinets, ou petit coin, ou en Belgique et au Canada la toilette, ou encore le binoche (Belgique), sont un local consacré à la discrétion et l'intimité du moment de soulagement volontaire des déjections corporelles : urine et défécation principalement. Elles constituent une évolution par rapport aux équipements antérieurs voués à cet usage, à savoir :
- ceux concernant le receveur uniquement : chaise percée, pot de chambre, seau spécial à couvercle (fer-blanc, émaillé puis plastique) ;
- ceux concernant la discrétion et l'intimité avec clôtures opaques : latrines, feuillées, « cabane au fond du jardin », cabinet de chaise.

Le terme toilette désigne donc aussi parfois l'élément receveur, permettant de s’asseoir, vasque (souvent en forme de siège), sauf pour certains évitant le contact direct des fesses avec leurs surfaces, comme dans les toilettes à la turque (incompatibles ou difficiles à l'usage pour les personnes à mobilité réduite).
Les toilettes à chasse d'eau (cuvette romaine) sont les plus courantes dans les pays développés. L'eau servant à évacuer les déjections est collectée dans une fosse septique ou envoyée aux égouts. Lorsque l'eau nécessaire à la chasse n'est pas disponible, on peut disposer d'autres systèmes comme les toilettes sèches et, en particulier pour une installation ponctuelle, les toilettes mobiles pouvant contenir des produits chimiques (biologiques ou biocides).

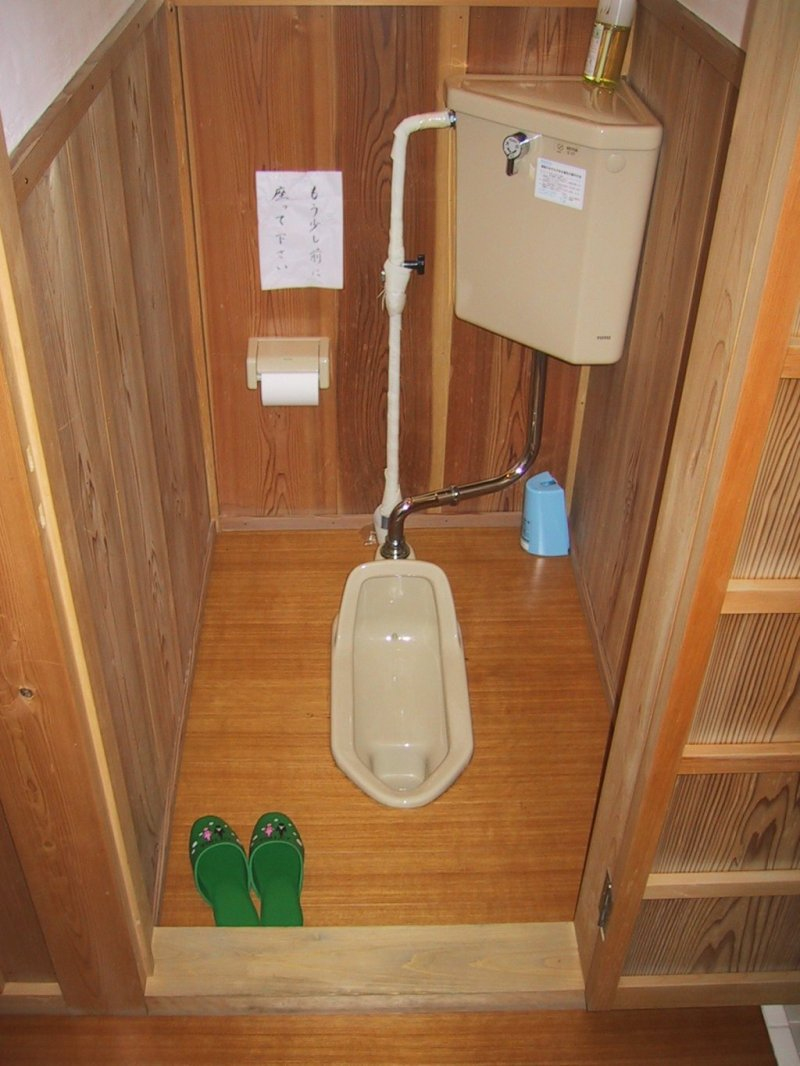
Toilettes traditionnelles japonaises.

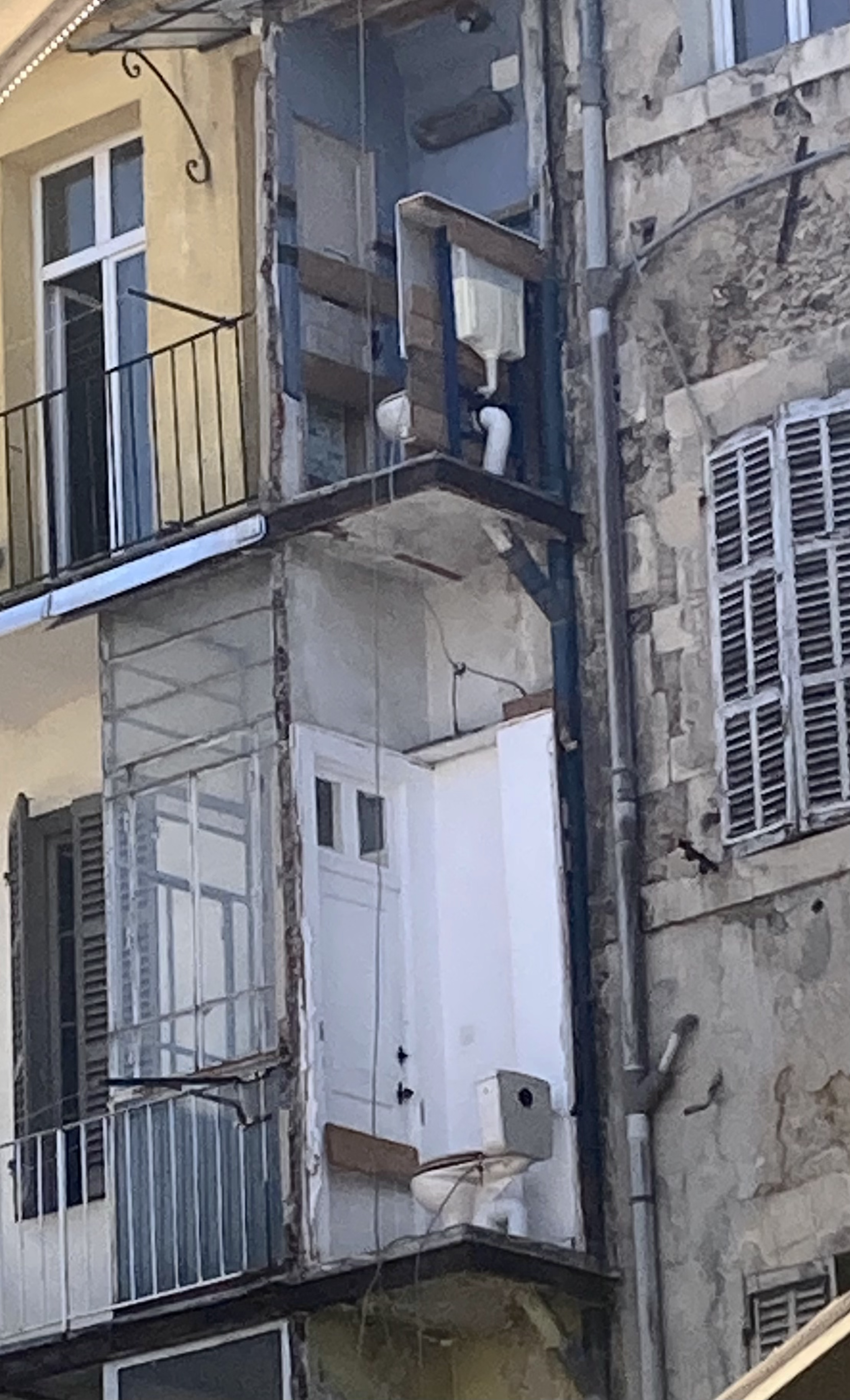
Un immeuble de la rue Consolat à Marseille exhibe fièrement ses toilettes (abandonnées).

## Introduction
Le mot toilette désigne l'appareil sanitaire, autrefois appelé siège d'aisance, utilisé pour recevoir et évacuer les déjections humaines : cet appareil consiste souvent en une cuvette (nommé aussi vase ou bol de toilette), permettant soit de s'asseoir, soit de s'accroupir. Les déjections peuvent être ensuite évacuées avec de l'eau vers les égouts ou vers une fosse septique (anciennement appelée une fosse d'aisances). La toilette est alors équipée d'une chasse d'eau et d'un siphon, ou alors les déjections se déposent dans un conteneur ou une fosse (toilettes sèches) placée sous la toilette. En bref, les toilettes font partie d'une installation sanitaire et d'un système d'assainissement.

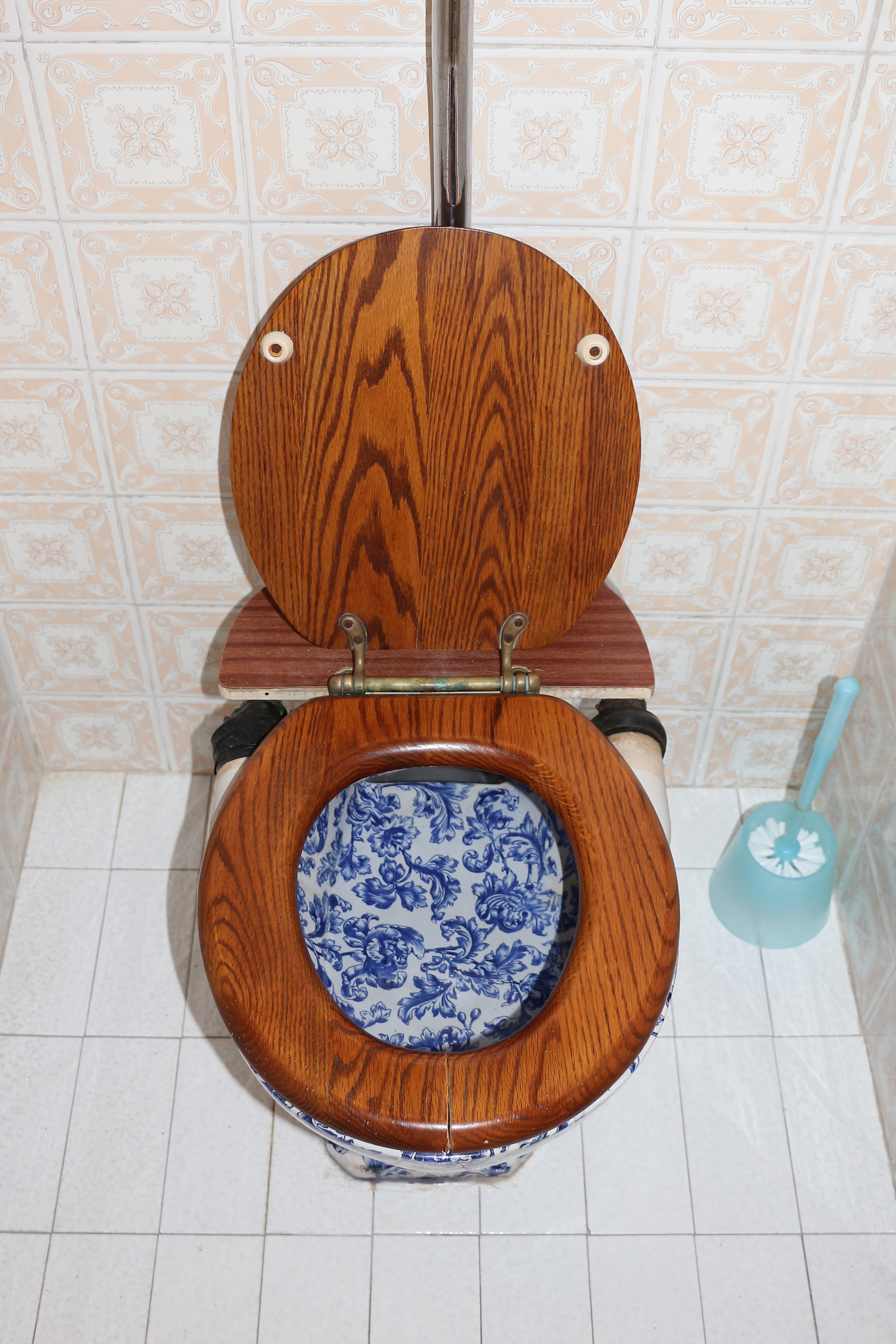
Toilette au Théâtre national croate de Zagreb

Dans une maison, les toilettes peuvent être intégrées à une salle de bains ou constituer une pièce spécialement vouée à cet usage appelé couramment toilettes ou cabinet d’aisances. Les systèmes moins avancés sont souvent situés à l'extérieur de la maison, dans une petite structure que l'on appelait autrefois au Canada une bécosse et en France une latrine.
On trouve des toilettes publiques tenues par les municipalités ou des organismes privés, ainsi que dans les lieux publics, bars et restaurants, et dans certains transports en commun, trains, avions et bateaux. Leur usage est selon les cas libre ou réglementé. Dans ce dernier cas, une redevance peut être perçue, soit par une personne préposée à cet effet, soit par un système d'encaissement automatique.
Les toilettes ont connu de nombreuses évolutions, la principale étant l'invention de la chasse d'eau au XVIe siècle et la révolution sanitaire en Europe au XIXe siècle. Leur forme actuelle varie encore énormément selon les cultures. Les systèmes les plus simples comprennent un simple trou dans le sol recouvert d'une planche de bois ; les plus sophistiqués incluent des systèmes de nettoyage programmable, comme certaines toilettes japonaises. Entre les deux, une grande variété de systèmes existe, dont les latrines ventilées, les toilettes à compost et autres toilettes écologiques, les urinoirs, les toilettes à la turque, etc.
En 2018, 4,5 milliards d'habitants n'ont pas accès à des services d'assainissement correctement gérés, c'est-à-dire à des toilettes connectées à un égout ou à un système d'assainissement individuel, et 892 millions d’entre eux sont contraints de faire leurs besoins à l’air libre, dans les champs, dans les rues ou dans les rivières,,. L'immense majorité habite dans les pays en développement et notamment en Asie du Sud et en Afrique. Cette situation est qualifiée de « crise sanitaire globale » en raison des conséquences non seulement sur la santé publique, mais aussi pour la dignité et l'état de pauvreté des personnes affectées. L'année 2008 a ainsi été déclarée « année internationale de l'assainissement » par l'Assemblée générale des Nations unies.

## Terminologie
Le lieu peut être désigné de nombreuses façons, notamment argotiques.
En France, on utilise souvent le sigle les WC (pour l'anglais water closet
), les sanitaires ou les cabinets alors que les termes lieux ou cabinet d'aisances ou plus pudiquement encore, lieux, aisances, commodités, garde-robe ou privés ne sont plus guère utilisés ou utilisés dans des contextes plus littéraires ou administratifs. Les feuillées sont une tranchée destinée à servir de latrines aux troupes en campagne, aux campeurs (surmontée d'un toit sommaire et provisoire, feuillées désigne aussi l'endroit destiné au même usage).

### Origine de «toilette(s)»
Comme d'autres modes françaises des années 1680, le mot toilette était employé dans de nombreux pays, et désignait à l'origine les objets de coiffure et de soin du corps disposés sur une table à habiller couverte de tissu et de dentelle, sur laquelle se tenait un miroir qui pouvait également être drapé de dentelle ; l'ensemble était une toilette.
Puis le mot « toilette » a été adopté par euphémisme dans les expressions telles que salle de toilette [réf. souhaitée] et cabinet de toilette. Ce changement était lié à l'introduction des toilettes publiques (comme dans les trains) qui nécessitaient une indication sur la porte. L'utilisation originale est devenue indélicate et a en grande partie été remplacée par la table à habiller. Des vestiges du sens original sont reflétés dans des termes comme les articles de toilette que l'on met dans une trousse de toilette pour faire sa toilette et qui contient souvent de l'eau de toilette. Le mot toilettes lui-même peut être considéré comme impoli dans certaines régions, et ailleurs employé sans embarras.
En France, on dit couramment « les toilettes » (au pluriel), alors qu'en Belgique francophone on dit couramment « la toilette » (au singulier).
En France, le ou les cabinet(s) est un autre terme générique et attribué aux toilettes. Initialement, il s'agit de la petite pièce d’une demeure, une cabine, aujourd'hui un bureau, dans laquelle on se retirait afin de s'adonner à une occupation intellectuelle exigeant intimité et concentration : lecture, peinture, collection d'objets singuliers historiques, précieux, sciences naturelles, Arts … travail (qui deviendra le cabinet d'avocat, le cabinet ministériel …), voire pour arranger son aspect et sa tenue : le cabinet de toilette, au sens du paragraphe précédent. Par destination comme par euphémisme, le cabinet de toilette est donc cette petite pièce où soulager ses besoins en toute intimité et sans que les éventuels effluves ou sonorités n'incommodent les autres personnes présentes, donc stratégiquement située à l'écart, voire hors de la demeure. Avec l'invention de la chasse d'eau au XVIe siècle, l'endroit réintègre avec splendeur les demeures aisées, toujours un peu à l'écart des salles de séjour et des salles à manger, et deviennent le cabinet d'aisance ou lieu d’aisance employé désormais dans toute la francophonie.
En Belgique, les termes cabinet et binoche sont aussi utilisés familièrement,.
Au Québec, on utilise indistinctement la toilette ou les toilettes, bien que les expressions salle de bains et salle de toilette soient aussi utilisées. Au pluriel comme au singulier, l’utilisation du mot toilette pour tout lieu d’aisances est une acception ; l’emploi du terme cabinet dans le contexte de lieu d'aisances appartient au langage familier ; plus rare, en fait également partie le mot chiottes.
En Suisse romande ou chez San Antonio cagouinces ou cagouinsses (dans le parler d'Occitanie, caguer signifie faire caca).
En revanche, si on veut être poli tout en étant plutôt familier, on utilise l'euphémisme aller où le roi ne va qu'à pied/en personne/n'envoie personne/va seul . En revanche, aller à la selle signifie aller aux toilettes pour y faire ses besoins, plus précisément déféquer.
L'expression cabinet de toilette désigne plutôt une salle de bains sans baignoire. WC est l'abréviation de l'anglais water closet, peu utilisée dans les pays anglophones, où l'on parle de toilet ou toilets, ou avec euphémisme de rest room, wash room ou bathroom (US) (respectivement salle de repos, salle pour se laver et salle de bains).
En se rapportant à la salle ou en référence à l'équipement de plomberie, le mot toilette est souvent remplacé par d'autres euphémismes, et dysphémismes, comme salle de bains, commodités, etc.
L'origine de loo, euphémisme britannique, est inconnue, mais on le soupçonne de venir de Gardy loo!, une corruption de (prenez) garde à l'eau, l'expression qui a servi d'avertissement aux passants quand des pots de chambre et d'autres réceptacles de rebut se vidaient d'une fenêtre sur la rue, pratique courante avant que les villes n'aient des réseaux d'égouts enterrés. Ainsi, les Britanniques peuvent-ils, pour désigner les toilettes, utiliser le mot français l'eau (loo)[réf. nécessaire] alors qu'à l'inverse les Français peuvent utiliser le mot anglais water (qui signifie eau). Selon l'Online Etymology Dictionary, l'usage de ce mot remonte à 1940, ou peut-être à 1922 basé sur un jeu de mots de Joyce. Selon le Dictionary of American Slang (en), il pourrait dériver du français « lieux d'aisances », emprunté par des militaires britanniques en France pendant la Première Guerre mondiale. Une autre explication avancée est un jeu de mots sur « Waterloo », basé sur « water closet ».

### Toilettes et latrines
Les latrines désignent principalement les toilettes les moins avancées, comme les tranchées et les trous dans le sol recouverts, ou pas, d'une simple planche. Le terme reste employé dans l'armée et dans le scoutisme, où l'on emploie aussi le nom feuillées. Il reste couramment utilisé dans les pays en développement et parfois dans les zones rurales des pays développés. La forme au pluriel (des latrines) est plus souvent utilisée en France, en particulier depuis le Moyen Âge dans les châteaux forts et la marine à voile, mais la forme au singulier (une latrine), perçue comme vieillie, est utilisée de préférence dans d'autres pays francophones, notamment en Afrique et en Haïti.
La distinction entre toilettes et latrines n'est pas toujours très claire. Le terme latrine a été couramment utilisé par les ONG dans les programmes d'assainissement, pour désigner tout système peu avancé. Mais comme ce terme est souvent jugé dépréciatif, le mot toilette est actuellement favorisé pour tout système un tant soit peu avancé. Le néologisme latrinisation est parfois employé par les ONG afin de désigner un programme incluant le développement des latrines.

## Histoire

### Antiquité: les premières cités assainies

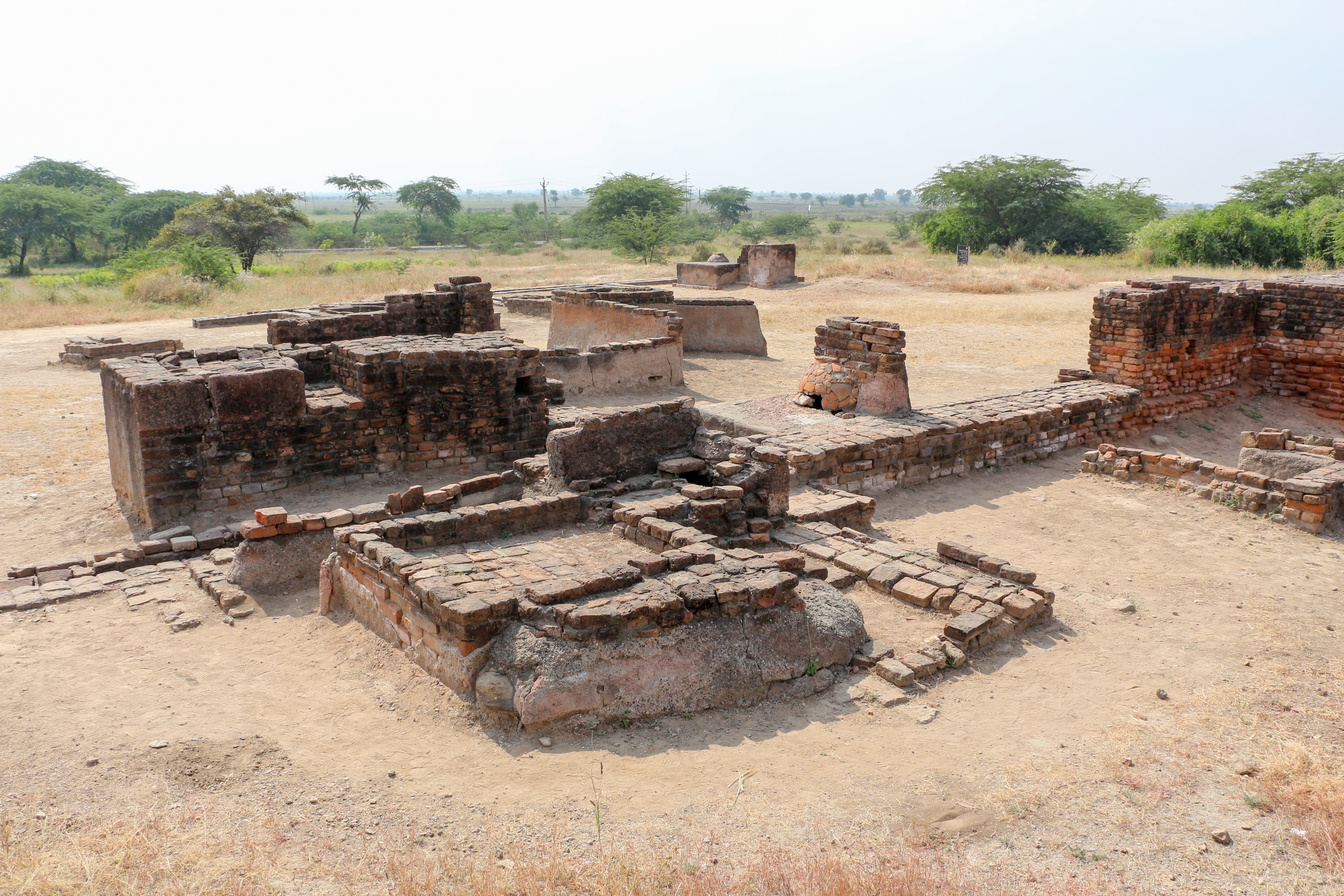
Bain, toilettes et systèmes de drainage à Lothal en Inde, datant de la civilisation de la vallée de l'Indus.

L'histoire des toilettes remonte à l'origine de la civilisation : dès qu'un grand nombre de personnes se trouve réuni au même endroit, il y a besoin d'un système pour évacuer les ordures et les excréments. Les archéologues ont mis au jour des vestiges de réseaux d'eau voire de toilettes à chasse d'eau. La ville de Harappa, au XXVe siècle av. J.-C., dans la civilisation de la vallée de l'Indus) comprenait des toilettes fonctionnant à l'eau dans chaque maison, liées par des drains couverts de briques d'argile cuite ; d'autres villes comme Mohenjo-daro et Lothal présentent des systèmes similaires. On retrouve des « égouts » en briques similaires en Mésopotamie, ainsi que des tuyaux en terre cuite dans les palais minoens, qui transportaient l'eau sous pression aux fontaines. Des tranchées en pierre transportaient les eaux usées. Des systèmes similaires auraient existé en Égypte et en Chine ancienne[réf. souhaitée].

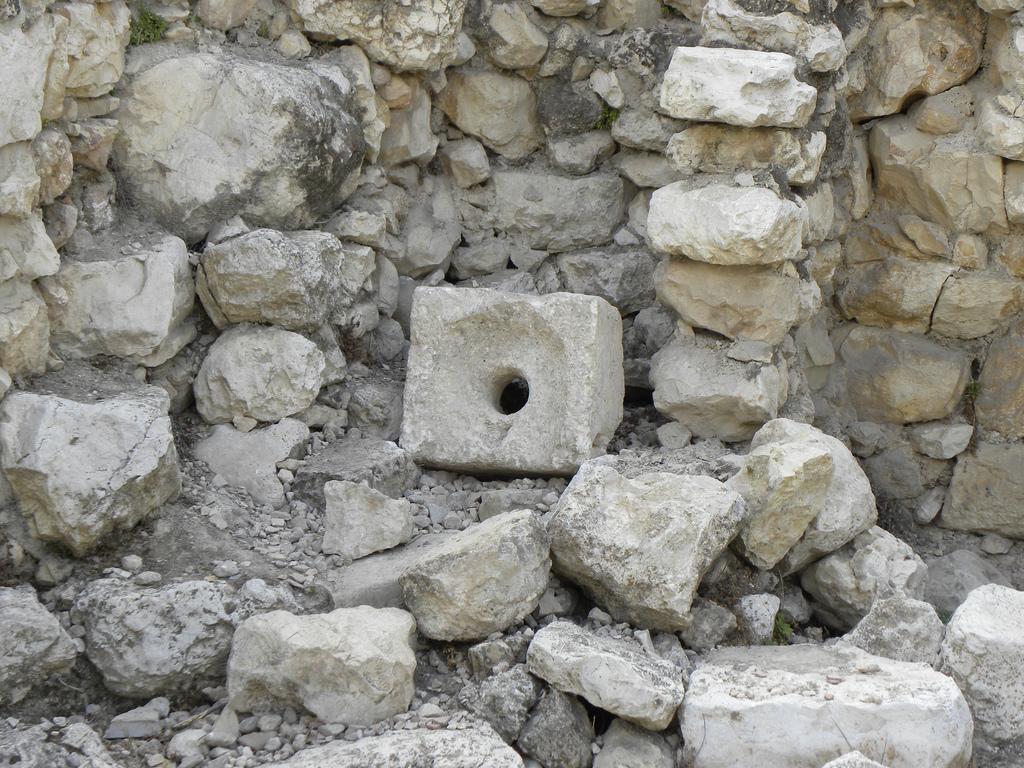
Toilette en pierre du dans une maison de la Cité de David.

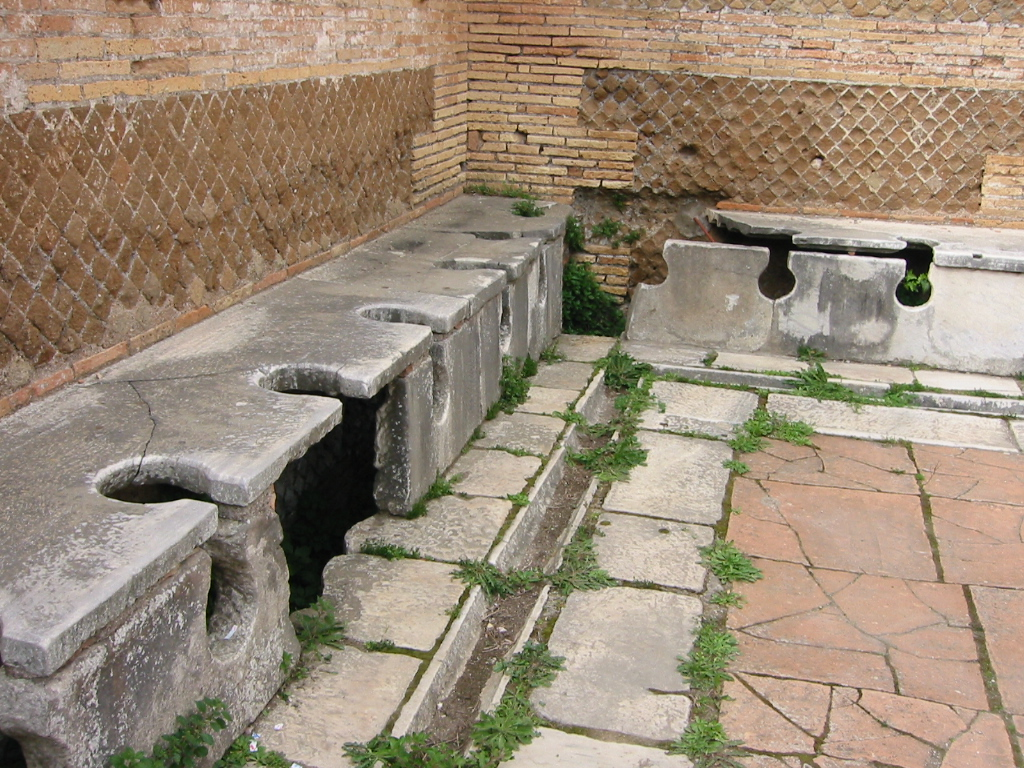
Toilettes publiques antiques à Ostie. Les personnes s'accroupissaient au-dessus du trou, dans lequel tombaient les excréments évacués par l'eau des égouts. De l'eau claire circulant dans la rigole au sol permettait de rincer l'éponge fixée à un bâton grâce à laquelle les Romains se nettoyaient.

C'est sans doute dans la Rome antique que l'on trouve les aménagements sanitaires les plus connus. Deux dieux leur sont même dédiés : Stercutius pour les « lieux d'aisances » et le fumier, et Crepitus pour les gaz, ainsi qu'une déesse, Cloacina, qui veillait sur l'égout principal. Ce Cloaca Maxima ne collectait toutefois que les eaux de pluie : les excréments étaient déversés dans les rues, où ils s'accumulaient dans un canal central jusqu'à ce que la pluie nettoie la rue. Mais Frontin, responsable des eaux vers l'an 100 se plaignit qu'il n'y avait plus assez d'eau pour nettoyer les rues, l'eau étant déviée vers les quartiers périphériques.
À Rome, les riches utilisaient généralement des pots de chambre, qui étaient vidés par des esclaves. L'empereur Héliogabale était ainsi réputé avoir « des pots de chambre en myrrhe et en pierre d'onyx ». De son côté, la plèbe avait recours aux bains publics et aux toilettes publiques, conçues pour évacuer les excréments (de l'eau circulait sous le trou). Les vespasiennes tirent leur nom d'une anecdote touchant l'empereur romain Vespasien (9-79) qui avait eu l'idée de mettre un impôt sur l'urine. Celle-ci était en effet récupérée par les teinturiers et blanchisseurs à qui elle servait au dégraissage des vêtements et du suint de la laine de mouton. Les auteurs anciens nous racontent que Vespasien, moqué pour ces économies de bouts de chandelle, aurait répondu en substance que « l'argent n'a pas d'odeur ».
C'est aussi dans les lieux communautaires que l'on trouve des exemples d'assainissement, comme dans les monastères. Au IVe siècle av. J.-C., les milliers de moines bouddhistes de la ville d'Anurâdhapura dans l'actuel Sri Lanka utilisaient des pots poreux pour filtrer l'urine, tandis que les excréments étaient réutilisés comme engrais. Cette réutilisation des excréments s'est retrouvée dans de nombreuses civilisations où l'agriculture était prépondérante : 90 % des excréments sont encore réutilisés en Chine de nos jours, et à Londres jusqu'à la révolution sanitaire du XIXe siècle, les fosses d'aisances étaient vidées manuellement la nuit, et les excréments étaient séchés et emportés sur des carrioles et des barges vers la campagne du Hertfordshire et du Hampshire.

### Moyen Âge: puanteur en Europe, récupération en Asie

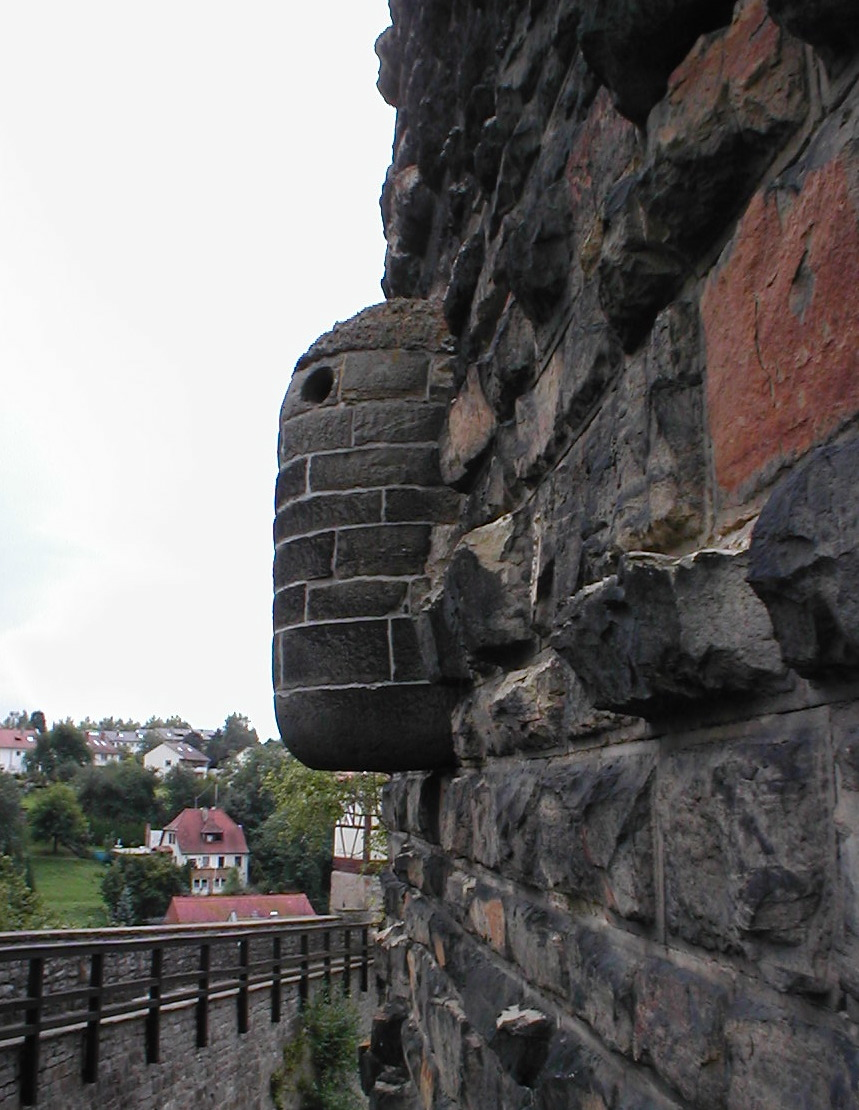
Latrines à encorbellement (souvent confondue avec une bretèche) pour toilettes de château, XIIIe siècle.

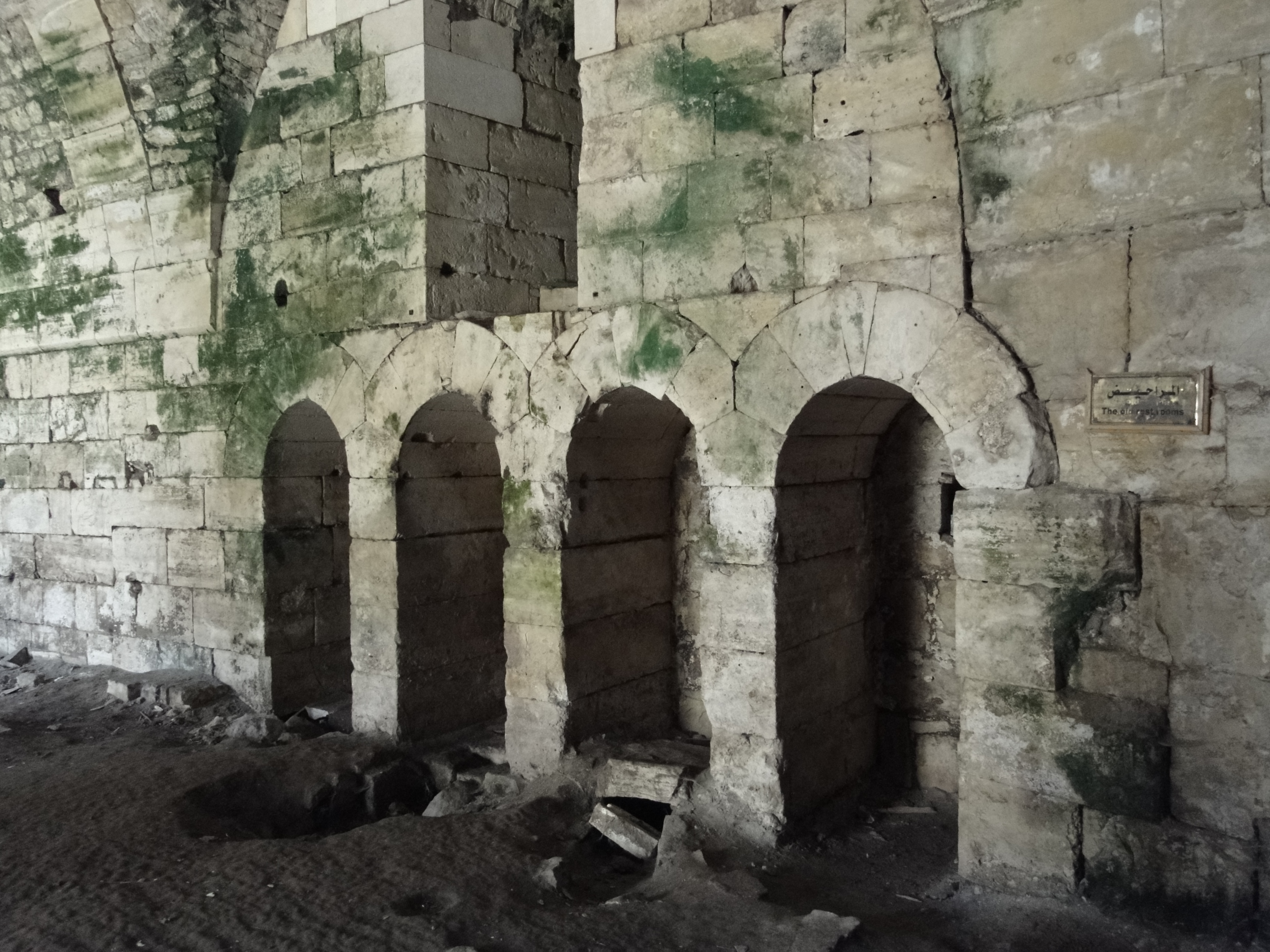
Latrines à fosses du Krak des Chevaliers en Syrie.

Le Moyen Âge marque une séparation entre l'Europe et l'Asie. 
En Asie, les excréments sont donc souvent réutilisés comme engrais, à travers un système organisé. C'était le cas au Yémen où, dans la ville de Sanaa réputée pour sa propreté par l'historien al-Hamdani, les toilettes étaient de petites pièces en haut des bâtiments, d'où les excréments tombaient dans des fosses en contrebas, au niveau de la rue. Les excréments étaient ensuite vidés régulièrement par une trappe, puis séchés au soleil et utilisés comme carburant. 
Ce système de récupération existait aussi dans d'autres villes asiatiques comme Kaboul en Afghanistan, où des fosses étaient vidées puis les excréments emmenés vers les champs par carriole.
 Ces systèmes permettaient de laisser les excréments sécher et devenir plus « manipulables » — moins désagréables également.
 En Inde en revanche, la défécation était pratiquée dans la nature le plus souvent, au bord d'une rivière ou de la mer, tandis que les toilettes des châteaux débouchaient sur les rivières ou un lieu vide. Au Bhoutan, les dzongs avaient des protubérances en bois servant de toilettes, et surplombant le vide.
En Europe, il est alors plus rare que les excréments soient desséchés.
 Les édifices importants (châteaux, abbayes médiévales toutes construites avec un plan hydraulique et des latrines individuelles ou collectives avec sièges en bois ou en pierre) fonctionnaient comme les monastères du Bhoutan et les forts indiens, où les excréments tombaient dans le vide et s’évacuaient avec les eaux des douves ou de canaux aménagés (le plus courant était les « latrines à encorbellement » puis les « latrines à conduit biais », latrines aménagées dans l'épaisseur du mur et dont le conduit débouchait directement sur le parement des murs, ce qui provoquait pollution olfactive et visuelle) ou fonctionnaient avec des « latrines à fosse » (latrines construites dans l'épaisseur du mur avec un conduit d’évacuation débouchant sur une fosse elle-même ménagée dans le mur à son aplomb et périodiquement curée).
 Les villes connaissaient davantage de problèmes, car il était rare qu'il existât un système organisé de collecte et d'évacuation des excréments. À Paris il existait toutefois la voirie.
Les habitants allaient dans des latrines publiques (cabanes sur les rivières ou fossés, sièges en planches percées posées sur des rondins. Les résidents des habitations privées utilisaient souvent des pots de chambre qui étaient vidés dans les rues avec les ordures. 
Ainsi, en 1671 à Berlin, les excréments s'accumulaient à un tel point devant une église qu'une loi fut votée obligeant les paysans visitant la ville à en embarquer une partie[Où ?] avec eux en repartant.
 Les résidents plus aisés faisaient parfois construire des édicules dans leur cour. 
Paris n'était guère mieux, où les habitants déféquaient directement dans les rues, tandis qu'à Versailles les courtisans faisaient leurs besoins derrière les portes, sur les balcons ou dans les jardins, sans s'en cacher. 
Les pratiques variaient entre les pays : La Rochefoucauld se dit ainsi choqué par les mœurs anglaises, notamment par les pots de chambre près de la table que les gens utilisaient même pendant le repas, à la vue de tous.
 L'Angleterre n'était pas mieux que la France : les cabanes au-dessus des rivières ont existé, mais de façon assez marginale. La plupart des « toilettes » débouchaient directement sur des fosses d'aisances rarement étanches, dont le contenu pénétrait dans le sol ou devait être vidé régulièrement. Le contenu était revendu aux fermiers voisins de la ville et, pendant les guerres anglo-espagnoles , revendu pour fabriquer le salpêtre utilisé dans la poudre à canon. 
Les fosses d'aisances étaient dangereuses et, quand elles étaient installées dans les caves, pouvaient facilement déborder comme le raconte Samuel Pepys dans son Journal.
Les problèmes se posaient surtout dans les villes européennes qui grandissaient ; à la campagne, les latrines étaient communément utilisées, consistant souvent en un banc percé de trous, au-dessus d'une large fosse, le tout dans une cabane séparée de la maison. 
Dans les villes, les classes nobles disposèrent de chaise percée à partir du XVIe siècle.
 Les classes aisées utilisaient des pots de chambre, parfois fermés et surmontés d'un siège percé plus confortable, vidés par les domestiques. 
Les classes plus pauvres utilisaient un coin de leur cave ou vidaient un pot de chambre dans la rue. 
Cette dernière pratique a dû être interdite dans les grandes villes : à Londres comme à Paris, il était interdit de décharger de l'eau dans les canaux des rues, jusqu'au milieu du XIXe siècle. Ces conditions vont mener à la création de la chasse d'eau au XVIe siècle et aux égouts au XIXe siècle.

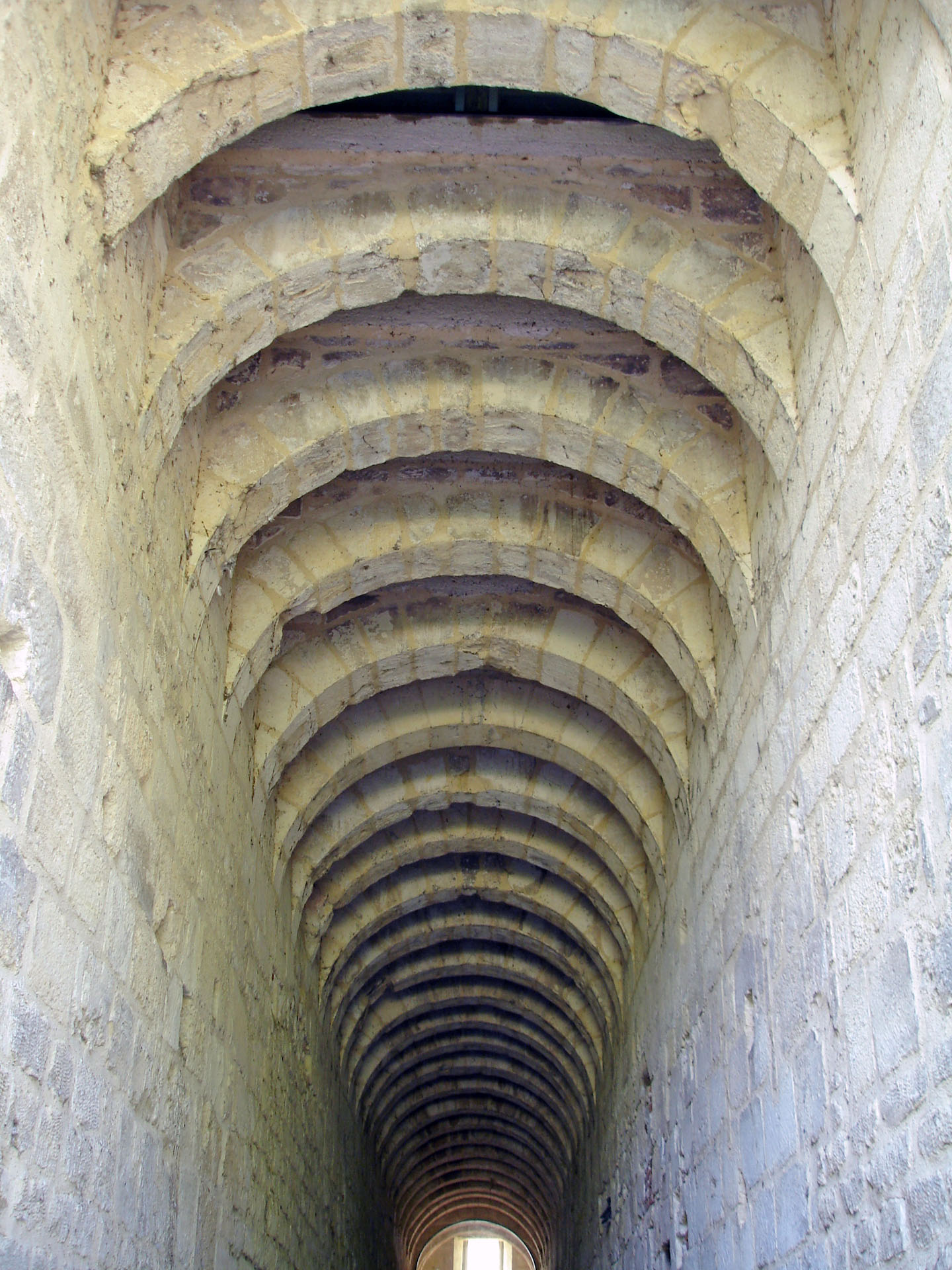
Canal du bâtiment des latrines dont les arcs délimitent l'ouverture des 60 sièges des moines à l'étage.
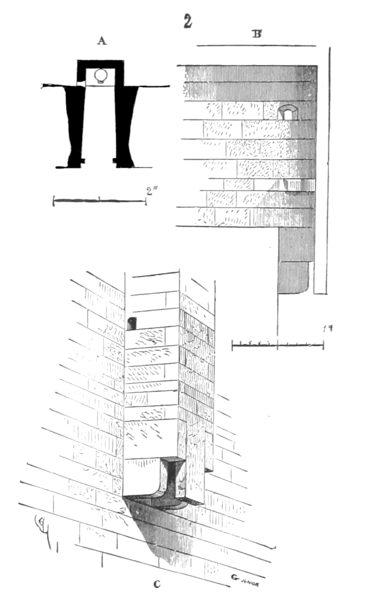
Latrines médiévales sous différents angles.
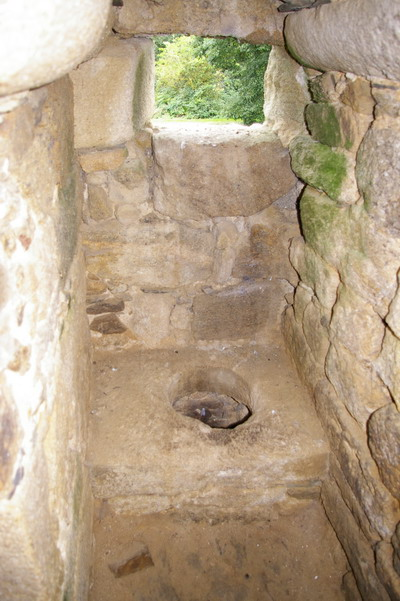
Exemple de latrine vue de l'intérieur avec son siège en pierre.

### Adoption lente de la chasse d'eau en Europe

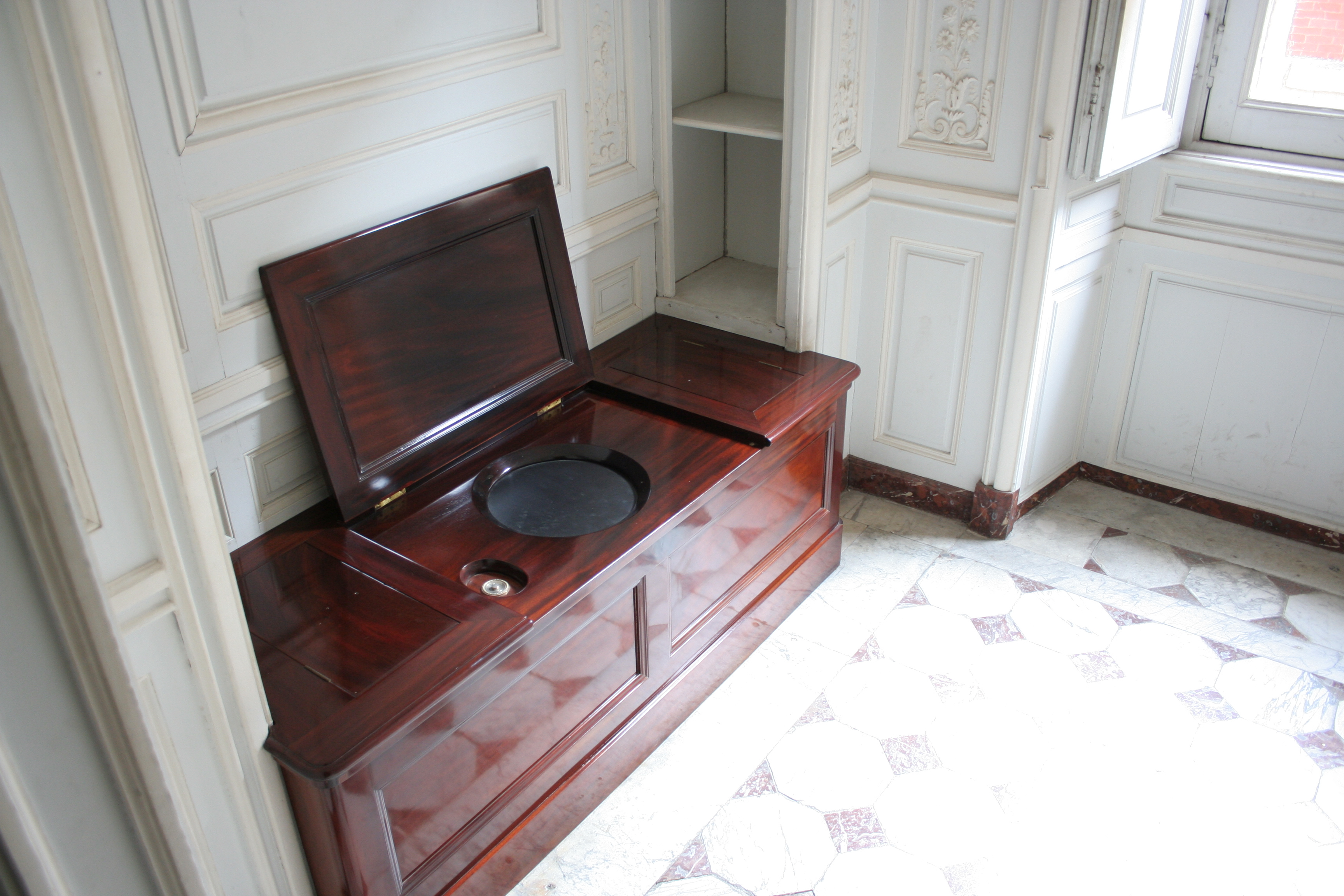
Cabinet de chaise aux, alimenté en eau par des réservoirs et relié à une fosse étanche.

En 1596, John Harington, poète et filleul de la reine Élisabeth Ire d'Angleterre, crée la première chasse d'eau dans sa maison à Kelston, près de Bath. Après que la Reine avait visité sa maison, elle en fit installer une à Richmond Palace. Bien qu'aucun exemplaire n'ait survécu, le traité de Harington A New Discourse on a Stale Subject: Called the Metamorphosis of Ajax (« Nouveau discours sur un sujet renfermé : appelé la métamorphose d'Ajax ») décrivait comment transformer son « pire petit coin » en « meilleure pièce de la maison », pour une somme très raisonnable pour l'époque. « La métamorphose d'Ajax » était un jeu de mots entre « jakes », mot d'argot de l'époque désignant les toilettes, et Ajax, le nom d'un personnage apparaissant dans les Métamorphoses d'Ovide. Par rapport aux systèmes de l'antiquité, qui évacuaient déjà les excréments avec de l'eau, la chasse d'eau de Harington pouvait tenir sans peine dans une petite pièce et déboucher sur une petite fosse d'aisances dans le jardin, tandis que les systèmes antiques étaient pour la plupart communautaires et laissaient les fèces à l'air libre.
L'invention d'Harington ne connut pas de grande notoriété de son vivant. Quelques voyageurs venus en Angleterre mentionnent les « machines du petit coin » au XVIIe siècle. Au début du XVIIIe siècle, on trouve quelques chasses d'eau en France : en 1738, les plans d'un bâtiment incluent de tels « lieux à l'anglaise ». Le premier brevet est déposé par l'horloger Alexander Cumming en 1775. Son innovation majeure est l'ajout d'un tuyau courbé en forme de U, agissant comme siphon et empêchant les odeurs de remonter. L'eau contenue dans le siphon était complètement remplacée à chaque chasse d'eau, permettant un nettoyage automatique. Ces toilettes étaient bien plus compliquées que celles utilisées aujourd'hui, avec de nombreuses vannes d'entrée / sortie et de nombreuses tuyauteries. La chasse d'eau « moderne » avec la cuvette associée était à l'origine destinée aux plus pauvres, et ne s'est répandue qu'à partir des années 1840.
À la fin du XVIIIe siècle et surtout au début du XIXe siècle, le niveau de vie monte et de nombreux habitants des classes moyennes européennes accèdent à la propriété. Le marché des accessoires domestiques s'accroît, et notamment celui des toilettes. Des entrepreneurs comme Thomas Crapper (en) se font connaître grâce à cet ustensile. Mais les systèmes d'assainissement ne suivent pas : les toilettes se déversent dans des fosses d'aisance, elles-mêmes vidangées la nuit, et leur contenu sert à fertiliser les champs. La croissance des grandes villes (augmentant le coût du transport) et l'arrivée d'engrais moins cher comme le guano dans les années 1840 menacent ce commerce : dans les grandes villes européennes, les fosses d'aisance ne sont plus vidées, débordent dans les canaux de décharge des eaux de pluie, puis dans les rivières. Des égouts sont parfois construits, mais leur coût et les difficultés administratives ne leur permettent pas de remplir leur rôle.

### La révolution sanitaire duXIXesiècle
L'histoire de la corruption des rivières est la même dans tous les pays. L'eau est claire et limpide à la source ; une première usine s'établit sur les bords du ruisseau qui en découle, emploie l'eau comme moteur ou comme solvant, une seconde usine la reprend, puis une troisième, etc. Après avoir servi aux manufactures, le ruisseau qui devient assez important rencontre une ville qui y décharge à son tour, par ses égouts, les matières fécales, les eaux ménagères, les résidus des établissements publics tels qu'abattoirs, buanderies, etc. et aussi les détritus des fabrications de tous genres plus particulières aux villes. Ces résidus suivant la prédominance dans la localité de telle ou telle industrie, exercent un effet particulier sur la composition des eaux usées et par conséquent, des eaux de la rivière. Il n'est pas rare que malgré la vigilance des autorités municipales et les règlements de police, la rivière ne devienne un lieu de décharge pour les cendres, les sables, les vieux matériaux, les boues et immondices solides. Vers le milieu du XIXe siècle, le niveau de pollution de certaines rivières devient critique. Avec l'été chaud et sec de 1858, la Tamise baisse en volume pour ne plus charrier lentement qu'un flot d'excréments qui révolte et affole la population de Londres. Le fluide du Bradford Beck, un affluent de l'Aire était devenu si infect pendant l'été que des gaz inflammables s'en échappaient en abondance et bien qu'il fût considéré jusqu'alors comme un exploit impossible de mettre la Tamise en feu, les commissaires ont appris en 1865, que plus d'une fois il avait été mis feu au canal de Bradford.
La méconnaissance des mécanismes de transmission des maladies comme le choléra (la théorie des miasmes est alors la théorie épidémiologique dominante) augmente la panique ; la proximité de la Tamise et du Parlement incite les députés à agir promptement. Deux semaines après le pic de la crise, une loi est votée, facilitant la construction d'égouts et débloquant des crédits importants. Cet évènement, connu sous le nom de « Grande Puanteur » marque le début de la « révolution sanitaire » que connaissent les métropoles européennes durant la seconde moitié du XIXe siècle.
Londres n'est pas la seule ville à connaître un tel évènement : Paris a sa « Grande Puanteur » de la Seine en août-septembre 1880. Jusqu'au XVIe siècle, les immondices à Paris étaient jetées à la rue et transportés ensuite aux voiries établies autour de l'enceinte de Philippe Auguste, système interdit sous le règne de François Ier. Un arrêt du Parlement de Paris du 13 septembre 1533 réglemente la vidange pour la première fois des lieux d'aisances — et le 14 juin 1538, le même parlement ordonne de désigner les maisons où il n'existe pas de fosse et d'enjoindre aux propriétaires d'en creuser, par l'édit royal de novembre 1539, sous peine de confiscation de leur maison. La coutume de Paris, rédigée en 1580, reprend cette obligation dans son article 193. Mais ces prescriptions, renouvelées sans arrêt, ne sont pas observées. Un décret impérial du 10 mars 1809 impose la construction de fosses étanches et édifiées dans des conditions uniformes et en 1880, ces fosses fixes sont la règle à peu près générale. Progressivement des systèmes autorisant le tout-à-l'égout - on désigne « l'envoi immédiat, avant toute fermentation, des matières fraîches noyées dans un cube suffisant d'eau de lavage » - se mettent en place. Mais la plus grande partie des matières fécales est toujours recueillie par les vidangeurs qui extraient, des fosses d'aisance de Paris, plus de 900 000 m3 par an, opération longue, délicate et infecte. Ce n'est que fin XIXe siècle que le tout-à-l'égout s'impose de manière complète au bout d'un long débat qui aura monopolisé l'attention des médecins hygiénistes, politiques, ingénieurs, architectes, etc. et des vidangeurs dont la profession disparaît à partir de cette époque.
Par ailleurs, au XIXe siècle, les inégalités sociales et de genre étaient manifestes dans le domaine de l'assainissement. Les femmes étaient exclues des débats politiques concernant les toilettes, ceux-ci étant considérés comme relevant principalement de la sphère masculine. Les travailleurs, en particulier la classe ouvrière, étaient souvent négligés lors de l'extension des infrastructures sanitaires, avec une préférence marquée pour les quartiers aisés par rapport aux quartiers plus pauvres. Cependant, certains gouvernements municipaux ont adopté une approche différente, voyant dans l'amélioration de l'assainissement un moyen de calmer les mouvements révolutionnaires ouvriers. Cette dualité dans l'approche de l'assainissement reflétait les tensions sociales et économiques de l'époque, mettant en lumière les inégalités d'accès aux installations sanitaires et les stratégies politiques visant à maintenir l'ordre social établi.

#### Les toilettes publiques à Paris en 1814

Toilettes originales à La Rochelle.

En 1814, Louis-Marie Prudhomme décrit les toilettes publiques du Palais-Royal, puis évoque le manque de celles-ci à Paris :

« Latrines publiques ou Cabinets d'aisances. Près les boutiques de bois, sont douze cabinets d’aisances : l’entrepreneur y fait habituellement une recette si considérable, que depuis peu d’années il a acquis de grandes propriétés. Cependant il n’en coûte que dix centimes par séance, et le papier est donné gratis. Les cabinets et les cuvettes sont très-propres et sans odeur. La toilette des garçons servans est aussi soignée que celle des garçons restaurateurs ou des limonadiers. Leurs profits leur rapportent quelquefois 48 fr. par jour. Il faut que le concours des nécessiteux et des amateurs soit bien considérable, puisque cet entrepreneur achète par milliers pesant le papier qui s’y consomme. Trois hommes sont occupés journellement à couper ce papier dans les proportions convenables.
Cette spéculation a fait la fortune de plusieurs entrepreneurs. L’un d’eux trouvant une demoiselle en mariage pour son fils, marchandait sur la dot. Le père de la demoiselle un peu surpris, lui dit : Mais combien donnez-vous en mariage à votre fils ? « Combien ? monsieur, je lui cède mon fonds ; et je crois que c'est un joli morceau de pain à manger. »
Le père de la demoiselle, pâtissier de son état, lui observa qu'il y avait des non-valeurs dans son fonds, et que dans le sien ce qui ne se vendait pas le jour, se réchauffait pour le lendemain.
Il manque, dans les différents quartiers de Paris, des latrines publiques. L'on reconnaît l'utilité de celles qui sont établies au Luxembourg ou aux Tuileries.
On ne verrait plus le spectacle dégoûtant qu’offre un grand nombre des rues de Paris, et la pudeur et la décence ne se trouveraient plus si honteusement outragées comme elles le sont journellement.
Il y a environ 36 ans qu'un particulier imagina une garde-robe ployante ; il se promenait dans les rues de Paris en robe-de-chambre, tenant sous son bras une garde-robe ; de temps en temps, il criait : Chacun sait ce qu’il a à faire. Il faisait payer 4 sous par séance.
On est fort embarrassé dans les rues populeuses, quand le besoin vous presse ; si vous montez dans une maison inconnue, que vous tâtiez aux portes pour trouver les latrines, vous passerez pour un filou, quoique bien éloigné de chercher à prendre.
Beaucoup de personnes sont victimes de ne pouvoir satisfaire ce premier besoin de la nature. »

### Toilettes à terre et toilettes à eau
En Angleterre à partir de 1836, deux systèmes de toilettes coexistent : la toilette à eau inventée par Thomas Crapper, et celle à terre, inventée par Thomas Sziburne. Des toilettes à terre sont commercialisées dès 1860 par la « Moule Patent Earth-Closet Company ltd », fondée par Henry Moule. La guerre commerciale s'étend sur le continent, notamment l'invention du siphon pour les toilettes à eau, et la multiplication des offres sur les toilettes sèches. Le catalogue d'Henry Moule propose entre autres des toilettes qui déversent de façon automatique une quantité de terre définie, une toilette chauffant pour supprimer les odeurs, des systèmes ventilés et d'autres modèles plus basiques pour les collectivités.
La publication des travaux de Pasteur sur les microbes portent un coup fatal au développement des toilettes sèches à terre, et en 1880, en conséquence de « La Grande Puanteur », une loi impose le tout à l'égout à Paris.

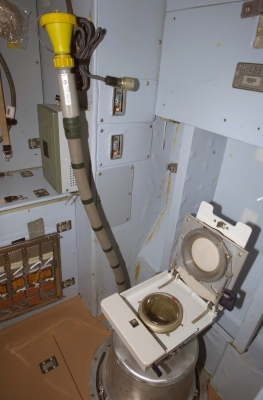
Toilettes spatiales du module Zvezda de la Station spatiale internationale.

### Toilettes dans l'espace
En impesanteur, et dans des espaces intérieurs étroits et confinés, la première formule pour les « toilettes » a consisté, au XXe siècle, à faire porter aux spationautes des couches hyper-absorbantes faciles à changer et à compacter dans des sacs appropriés, eux-mêmes ensuite compressés dans des containers mais au XXIe siècle les technologies ont évolué et de véritables toilettes spatiales sont apparues, avec un mode d'emploi et des dispositifs techniques adaptés aux conditions du vol spatial, destinés à éviter fuites et diffusion, à préserver l'hygiène et à recycler l'eau.

## Toilettes publiques
Des toilettes publiques sont des toilettes mises à disposition de passants ou de visiteurs d'un site accueillant du public. Elles se distinguent en ce sens des sanitaires utilisés à domicile. Ces installations sanitaires renvoient aussi à des pièces contenant des réceptacles permettant à des personnes de se livrer à leurs besoins de miction ou de défécation.

## Toilettes et manque de toilettes dans le monde

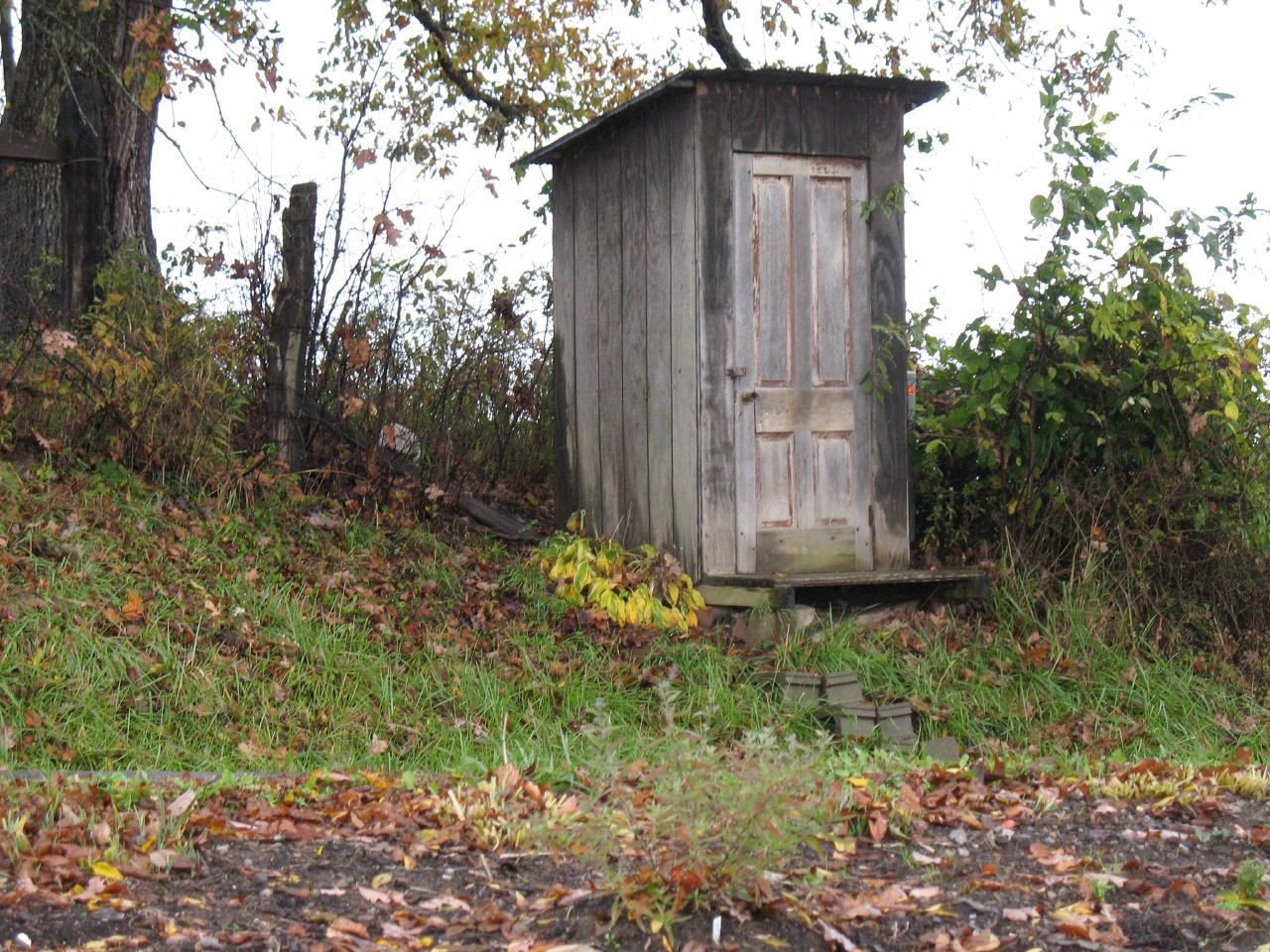
Toilettes extérieures.

Les formes et dispositions des toilettes varient selon les pays et les cultures, notamment en raison des habitudes de défécation : la posture varie (assise ou accroupie), de même que la méthode de nettoyage anal (avec du papier toilette, de l'eau, ou des objets divers) et l'attitude plus ou moins fécophile ou fécophobe des communautés (qui influence l'utilisation ultérieure ou non des excréments comme engrais solides ou liquides).
L'indicateur mondial sur l'assainissement des objectifs du millénaire vise à « réduire de moitié le nombre de personnes n’ayant pas accès à un assainissement de base » d’ici à 2012) ; c'est l'un de ceux qui ont le moins progressé.
Depuis 2001, chaque 19 novembre sont consacrés à la journée mondiale des toilettes, sous l'égide de l'ONU et de l'OMS. Le but de cette journée est de promouvoir le bien-fondé de l'hygiène et de la disponibilité en toilettes privées et publiques, car en 2014, encore au moins un milliard de terriens n'ont pas accès à des sanitaires, vivant pour plus de 82 % d'entre eux dans les dix pays plus démunis du monde selon l'OMS. Le manque de toilettes accroit sensiblement le risque d'épidémies et contraint de nombreuses populations à vivre dans des conditions d'hygiène à la limite du tolérable (par exemple, en « zone subsaharienne, un enfant décèderait toutes les deux minutes trente, après avoir bu une eau non potable, polluée par des effluents d'origine humaine » rappelle l'OMS en novembre 2014.

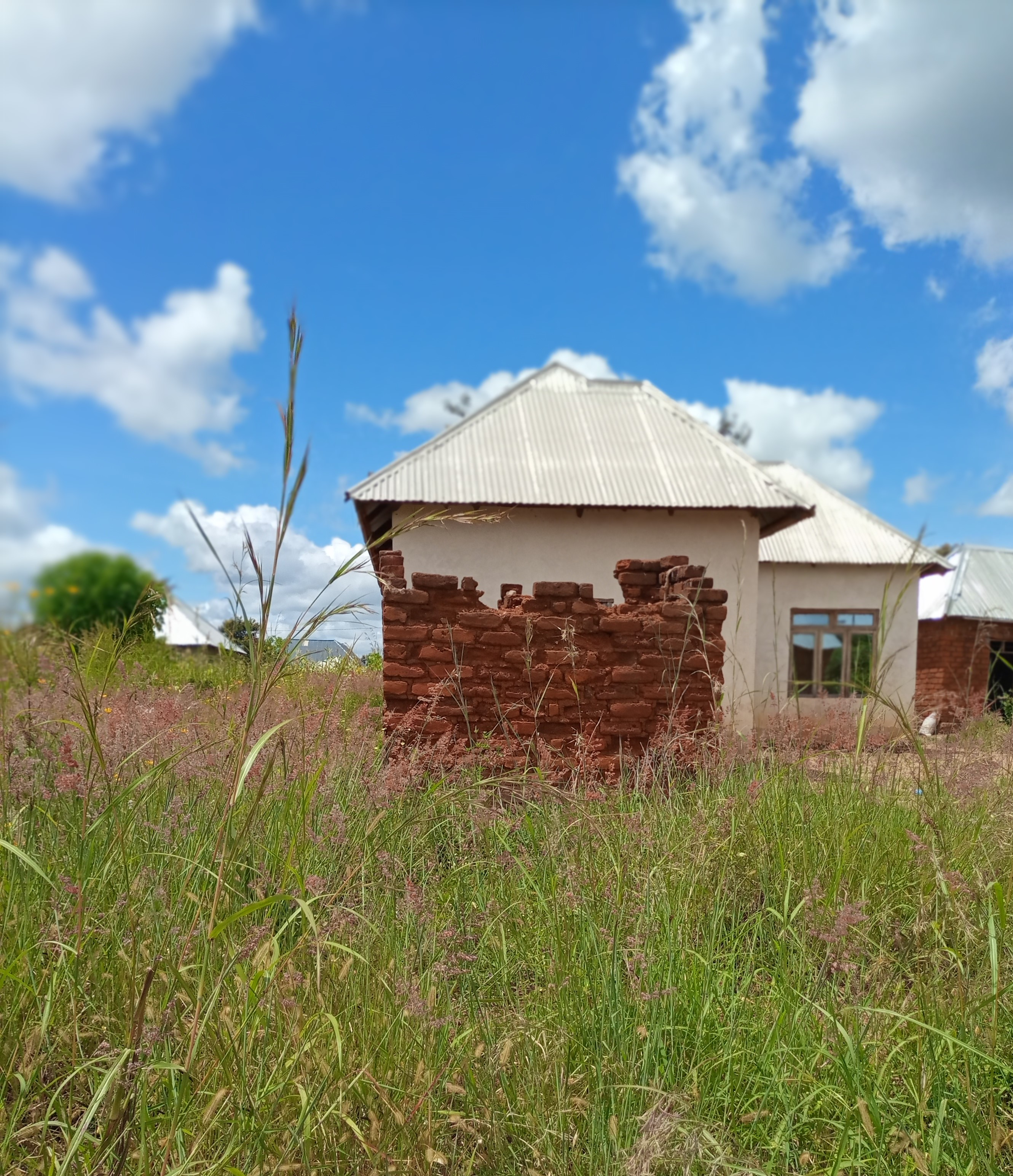
Toilettes familiales non couvertes (Tanzanie.)

En 2018, 4,5 milliards d'habitants n'ont pas accès à des services d'assainissement correctement gérés, c'est-à-dire à des toilettes connectées à un égout ou à une fosse septique, et 892 millions de personnes sont contraintes de faire leurs besoins à l’air libre, dans les champs, dans les rues ou dans les rivières,,. En 2013-2014, l'Inde arrive en tête du classement des pays les plus touchés (600 millions d'indiens, soit 53 % de la population, n'ont pas accès aux toilettes). Alors que l'épidémie la plus importante de fièvre Ebola (maladie transmise par les fluides corporels) se propage en 2014, dans le pays le plus touché (Liberia) environ 50 % de la population ne dispose pas de toilettes, de même pour environ 28 % des gens au Sierra-Leone autre pays gravement touché.
Alors que l'eau potable (et les engrais phosphatés) manque ou risque de manquer dans de nombreux pays, la diffusion de toilettes sans eau permettant de produire du méthane et/ou récupérer du phosphore et des nitrates à partir des urines et un engrais riche en matière organique est également un enjeu important, à condition que les excréments ne soient pas contaminés par des produits indésirables (hormones, résidus de traitements médicaux ou polluants).
« Égalité et dignité » : « Les femmes et les jeunes filles en particulier sont pénalisées. Dans de nombreux pays, elles doivent se soulager à l’aube ou la nuit tombée pour ne pas être vues. Elles courent alors le risque de se faire violer par des hommes ou attaquer par des bêtes sauvages ». Cela représente 526 millions de femmes dans le monde. « En outre, le fait d’éviter de manger ou de boire pour ne pas aller aux toilettes peut engendrer des maladies des voies urinaires, une déshydratation et une malnutrition. Le manque de lieu sûr et privé est encore plus problématique au moment de la menstruation. Les filles peuvent se voir interdire d’aller à l’école (ou choisir de ne pas y aller) s’il n’y a pas de toilettes ou s’il n’existe pas de toilettes propres et réservées à leur usage. Ces maladies à répétition ont un impact majeur sur l’absentéisme à l’école, la productivité et les moyens de subsistance. L’Organisation mondiale de la santé (OMS) estime que près de 273 000 jours d’école par an seraient gagnés si l’Objectifs du millénaire pour le développement concernant l’eau et l’assainissement était atteint (Hutton et Haller, 2004) ».
Il existe donc aussi un lien entre violences sexistes et l'assainissement ; ce thème évoqué en 2014 par Ban-Ki-Moon (secrétaire général de l'ONU) est le droit à la dignité et à la protection des individus : « Nous avons l'obligation morale de mettre un terme à la défécation à l'air libre et le devoir de protéger les femmes et les fillettes contre le risque d'agression et de viol découlant de l'absence d'installations sanitaires ». C'est notamment un enjeu crucial dans les bidonvilles urbains où pour ne pas risquer d'être violée ou brutalisées « lorsqu’elles vont faire leurs besoins en plein air la nuit (…) beaucoup de jeunes filles sont contraintes de déféquer dans des sacs en plastique ou dans des bassines avant de diluer les selles avec de l’eau pour les déverser sur les trottoirs ». Dans quelques régions du monde, déféquer à l'air libre est aussi un risque supplémentaire de se faire attaquer par des bêtes sauvages rappelle Amnesty International.

### Allemagne, Alsace, Autriche, Hongrie…
Dans certaines régions, en Allemagne, Alsace, Autriche (en particulier à Vienne) et Hongrie, on utilise plus volontiers la « cuvette à fond plat », toilettes assises, dans lesquelles une sorte de palier, non immergé, se situe sous l'assise de l'utilisateur, palier sur lequel tombent les excréments. Ceux-ci passent dans l'eau seulement au moment du tirage de la chasse d'eau. Ainsi l'assise de l'utilisateur n'est elle pas, comme cela peut se produire avec certains modèles de cuvettes usuelles, éclaboussée par des projections. Cela permet en outre un examen plus aisé des fèces, à la recherche d'éventuelles anomalies, facilitant par exemple les tests de recherche du cancer du côlon. Un inconvénient de ce modèle est que, les fèces n'étant pas immergées, leur odeur se répand librement, et que les excréments tendent à salir plus souvent la cuvette, rendant nécessaire l'usage d'une brosse ; leur évacuation est également souvent plus laborieuse.

### Chine

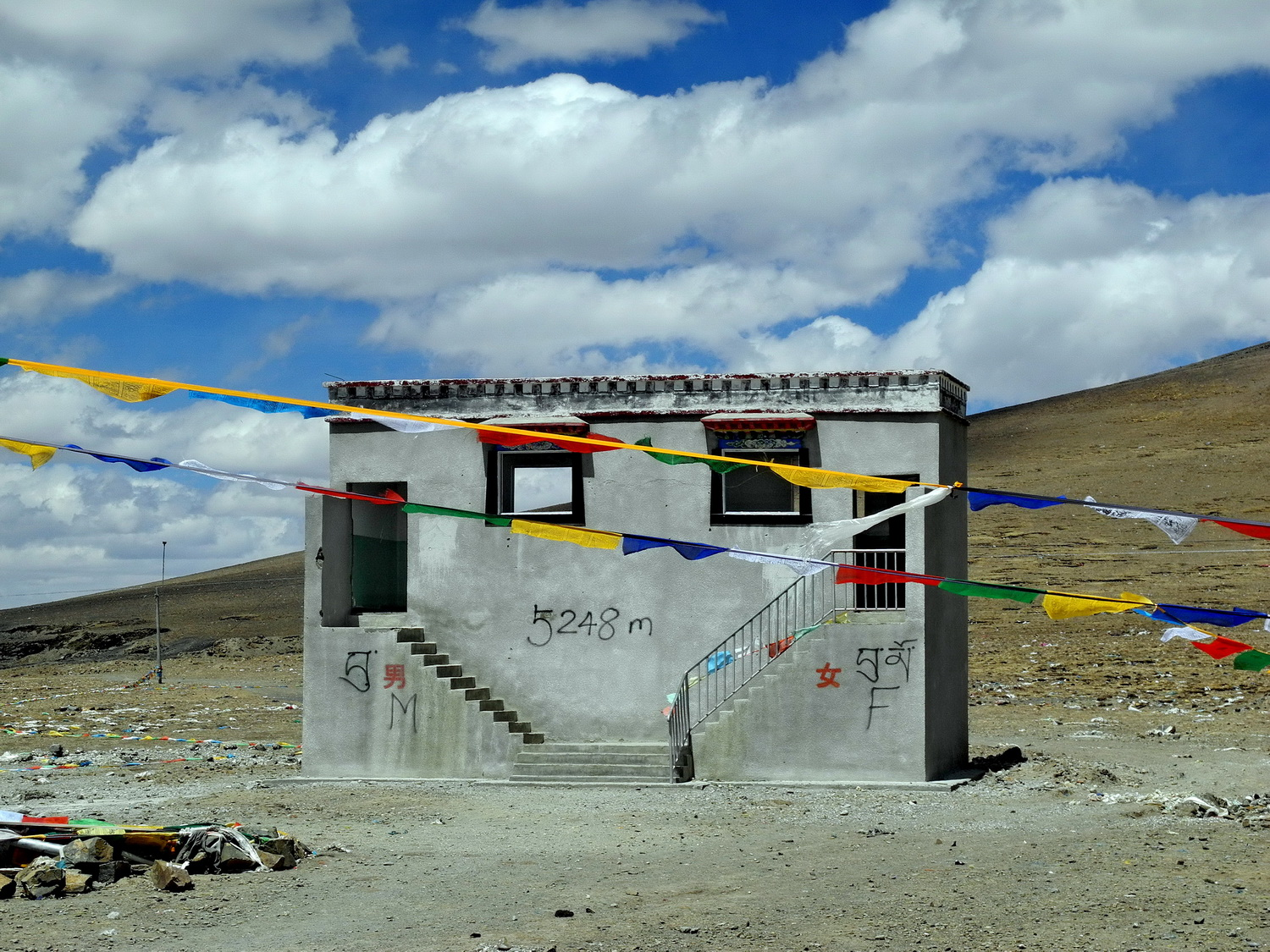
Toilettes sur la Route de l'amitié (Chine-Népal) au niveau du col de Lhalpa (Tingri) à 5248 mètres (record d'altitude au 22 juillet 2012).

Au Tibet, les toilettes construites au sommet des grands cols de l'Himalaya doivent tenir compte des températures extrêmes rendant leur traitement septique délicat.

### Japon
Les toilettes japonaises actuelles sont connues pour leurs fonctionnalités avancées, qui peuvent inclure un jet d'eau de lavage (et massage), une commande électronique, une ventilation (séchage), chauffage de la lunette, etc. Elles sont commercialisées en France, en tant qu'abattant japonais.

### Inde
L'Inde fait partie des pays où le nombre de personnes ne disposant pas de toilettes est l'un des plus importants au monde. En 2015 l'Organisation mondiale de la santé estimait à 520 millions le nombre de personnes déféquant régulièrement à l'air libre. La situation tend cependant à s'améliorer puisque la part ménages concernée est passée de 39% en 2015-2016 à 19% en 2019-2021. 

### New York
En 2005, l'État de New York a adopté une loi — Women’s Restroom Equity Bill — qui oblige tous les nouveaux bâtiments publics à offrir deux fois plus de toilettes pour femmes que de toilettes pour hommes. La loi s’applique aussi aux vieux bâtiments lorsque leurs propriétaires entreprennent des rénovations majeures.

## Toilettes et contamination
Ce sont les salmonelles, les shigelles et les campylobacters (des entérobactéries) qui contaminent particulièrement les toilettes. Il y a quatre zones à risque où l'on peut retrouver les germes pathogènes : les serviettes communes pour les mains, le robinet, les poignées de porte et les lunettes. Les bactéries et les virus se propagent surtout via les mains lorsque l'on touche des surfaces contaminées et lorsque l'on tire la chasse d'eau. C'est pourquoi le docteur Saldmann, cardiologue, nutritionniste et spécialiste de l'hygiène, conseille de refermer le couvercle lorsque l’on tire la chasse, car des gouttelettes peuvent s'échapper et produire un effet aérosol (ces virus et bactéries peuvent encore être inhalés au cours des deux heures qui suivent) pouvant entraîner des infections respiratoires et envoyer des germes sur toute la surface du local ainsi que sur le papier toilette.[réf. nécessaire]
Il est fortement recommandé de se laver les mains avant et après être allé aux toilettes.
Le docteur Péchète explique, dans un reportage réalisé par la TSR, que non seulement c’est un risque de contamination personnelle, mais c’est aussi un risque de contamination élargi aux personnes qui seront saluées, par la suite, par le contaminé. Mais il faut noter toutefois que ces bactéries ne transmettent aucune maladie grave et incurable, sans être considérées comme anodines.[réf. souhaitée]

## Écologie et environnement
Les aspects écologiques et environnementaux des toilettes ont fait l'objet d'un débat public et d'un examen de plus en plus approfondi ces dernières années. Les préoccupations relatives à l'utilisation de l'eau et à la gestion des déchets ont suscité des discussions sur la durabilité des pratiques actuelles, en particulier dans les zones urbaines dotées de systèmes d'égouts vieillissants: le système de WC actuel est-il écoresponsable? Comment améliorer la gestion des déchets?
Dans ce cadre, on retrouve la dépendance à l'eau potable pour les chasses d'eau, qui a soulevé des questions sur l'efficacité et l'impact environnemental de ces pratiques. En effet, d’autres fonctionnements existants pour les WC, tels que les toilettes sèches ont été mis en lumière lors de ces débats. Ceci a ainsi conduit à la recherche d’alternatives aux toilettes classiques, qui donneraient la priorité à la conservation des ressources et à la réduction des déchets.
En explorant les implications écologiques de l'utilisation des toilettes, des études ont mis en évidence le besoin d'adopter des approches innovantes en matière de gestion de l'eau et d'élimination des déchets. Par exemple, seulement 15% de l’eau potable consommée en Suisse, dans le canton de Genève, sont utilisés à des fins alimentaires, contre 30% pour les WC. Parmi les approches évoquées se trouvent la collecte des eaux de pluie et le recyclage des eaux grises, qui auraient pour but de réduire la consommation de ressources en eau douce à des fins non potables telles que les chasses d'eau. Effectivement, récupérer l'eau de pluie ou les eaux usées des éviers et des douches conférerait une forme d’indépendance aux ménages et aux bâtiments, qui pourraient, dans un même temps, réduire leur consommation d'eau et ainsi diminuer la pression sur les réserves d'eau municipales.
En outre, l'évolution des attitudes de la société à l'égard de la gestion des déchets et des pratiques d'hygiène a remis en question la notion traditionnelle de cabinet d'aisance comme espace strictement privé. On reconnaît désormais de plus en plus l'interconnexion entre les besoins personnels comme se rendre aux toilettes, et les préoccupations environnementales collectives concernant l’impact de ces pratiques. Cela suscite des réflexions sur la nécessité de méthodes d'élimination des déchets plus transparentes et plus écologiques afin de préserver l’environnement. En s'engageant dans un discours public sur ces sujets, les sociétés favorisent une plus grande prise de conscience ainsi qu’une une action collective visant à promouvoir des pratiques respectueuses de l'environnement dans les habitudes quotidiennes et dans l'aménagement urbain.
À la lumière de ces discussions, l'accent est mis de plus en plus sur l'importance de relever les défis environnementaux au niveau individuel et communautaire. Encourager les pratiques durables en matière d'utilisation de l'eau et de gestion des déchets est bénéfique pour l'environnement, et contribuerait également au bien-être général de la société. En réinterprétant le rôle des toilettes dans un contexte plus écologique, il semble possible de réaliser des progrès significatifs en matière de préservation des ressources, sans pour autant mettre de côté les besoins individuels des personnes.

## Littérature
- Les toilettes ont inspiré Le Petit Endroit, poème d'Emmanuel Arago envoyé par Maurice Sand à George Sand, et faussement attribué à Alfred de Musset[réf. nécessaire].

## Chanson
- Ma cabane au fond du jardin de Laurent Gerra.
- Chanson des toilettes des Charbonniers de l'enfer